# Die beiden Blinden
Die beiden Blinden (französisch: Les deux aveugles) ist eine Operette („Bouffonnerie musicale“ – ‚musikalische Posse‘) in einem Akt von Jules Moinaux. Die Musik komponierte Jacques Offenbach. Die Uraufführung fand am 5. Juli 1855 in Offenbachs Théâtre des Bouffes-Parisiens in Paris statt. Die Operette dauert nur knapp eine halbe Stunde. Die Sänger bei der Uraufführung waren Jean Berthelier und Étienne Pradeau.

## Orchester
Originalfassung: Zwei Flöten, eine Oboe, zwei Klarinetten, ein Fagott, zwei Hörner, zwei Kornette, eine Posaune und Streicher
Die später in Wien gespielte Fassung sieht bei den Blasinstrumenten zwei Oboen, zwei Fagotte, vier Hörner und drei Posaunen vor.

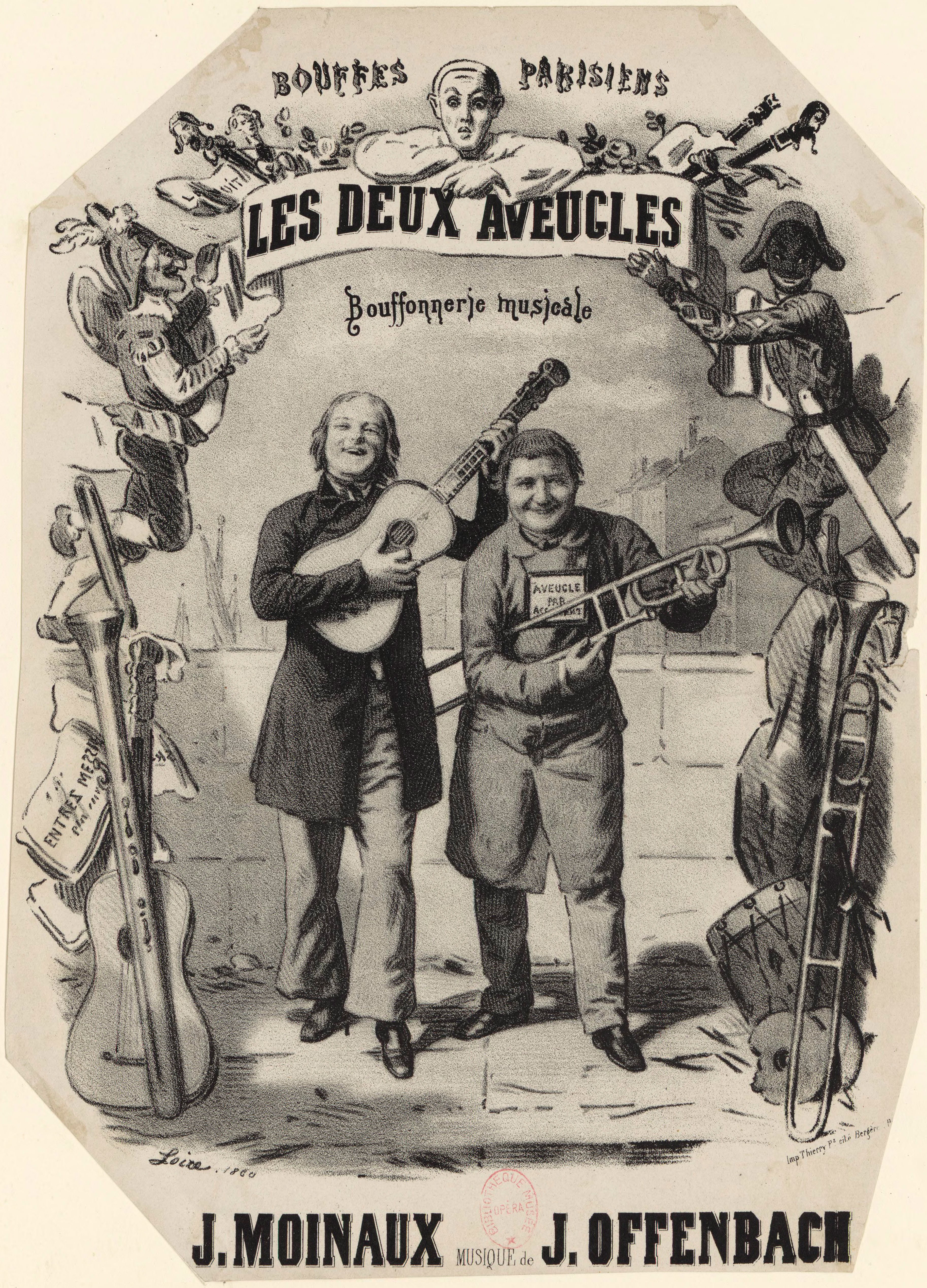
Titelbild des Klavierauszugs der Operette Die beiden Blinden (1860)

## Handlung
Die Operette spielt auf einer Brücke in Paris um 1855. Die beiden Protagonisten waren früher angeblich taub, heute spielen sie zwei Blinde, denn in Wahrheit hören und sehen Patachon und Giraffier  hervorragend. Sie geben sich als arme Musikanten aus, um erfolgreicher in ihrer Bettelei zu sein. Dabei gönnt keiner dem anderen ein Almosen, schlimmer noch: Aus Neid beschimpfen sie sich gegenseitig aufs Bitterste.

## Bedeutung
Die beiden Blinden war das erste Werk überhaupt, das Offenbach für sein eigenes Theater Bouffes-Parisiens schrieb. Hellmuth Steger und Karl Howe werten es in ihrem Operettenführer als einen Meilenstein in der Geschichte der damals noch jungen Musikgattung Operette.

## Rezeption im Film
1996 drehte István Szabó den Film Offenbachs Geheimnis, der die Gründung der Bouffes-Parisien und die Uraufführung seiner beiden Werke Croquefer, ou Le Dernier des paladins und Les deux Aveugles zum Thema hat. Es singen Graham Clark und Laurence Dale.